# 299020 Chennaoui
299020 Chennaoui este o planetă minoră (asteroid) din centura de asteroizi. A fost descoperită pe 5 ianuarie 2005 la Vicques⁠(d) de Michel Ory⁠(d). 
Obiectul prezintă o orbită caracterizată de o semiaxă mare de 2,5546195802372 UAi, o excentricitate de 0,14, o înclinație de 6,6 ° în raport cu ecliptica.